# 栁瀨公孝
栁瀨 公孝（やなせ まさたか、1966年‐）は、日本の実業家、起業家。 共生バンクグループ会長。共生バンク株式会社代表取締役、「みんなで大家さん販売」株式会社代表取締役、都市綜研インベストバンク株式会社代表取締役、テーマパーク「ともいきの国 伊勢忍者キングダム」の運営会社（みんなで伊勢を良くし本気で日本と世界を変える人達が集まる株式会社）の代表取締役でもある。
兵庫県神戸市出身。